# Theresa May
Theresa Mary May, baronessa May of Maidenhead, z domu Brasier (IPA: /təˈri:zə mɛ:ri meɪ/; ur. 1 października 1956 w Eastbourne) – brytyjska polityk, minister spraw wewnętrznych (2010–2016), lider Partii Konserwatywnej oraz premier Zjednoczonego Królestwa Wielkiej Brytanii i Irlandii Północnej w latach 2016–2019. Par dożywotni i członkini Izby Lordów.

## Życiorys

### Młodość i początki kariery
Jest absolwentką Uniwersytetu Oksfordzkiego, gdzie w 1977 uzyskała licencjat z geografii. Po studiach została pracownicą Banku Anglii, z którym była związana do 1983. Następnie została konsultantką ds. finansów w UK Payments Administration, brytyjskiej odpowiedniczce polskiej Krajowej Izby Rozliczeniowej. Równolegle z karierą zawodową stawiała pierwsze kroki w polityce. W 1986 została wybrana do rady londyńskiej dzielnicy Merton, gdzie w latach 1988–1990 stała na czele komisji edukacji, a od 1992 do 1994 była wiceprzewodniczącą frakcji Partii Konserwatywnej. 
W wyborach parlamentarnych w 1992 r. była kandydatką Konserwatystów w okręgu North West Durham, który historycznie należał do kandydatów Partii Pracy. May zajęła drugie miejsce, ustępując ubiegającej się o reelekcję Hilary Armstrong. W 1994 r. wzięła udział w wyborach uzupełniających w okręgu Barking, spowodowanych śmiercią urzędującej parlamentarzystki Jo Richardson. Ponownie był to okręg należący do Partii Pracy od momentu jego utworzenia w 1945 r. Theresa May zajęła trzecie miejsce.
Około 18 miesięcy później, przed wyborami w 1997 r. May została wybrana na kandydatkę Konserwatystów w nowo utworzonym okręgu Maidenhead. Zdobyła 25 344 głosy (49.8%), prawie dwa razy więcej niż kandydat Liberalnych Demokratów Andrew Terence Ketteringham, który zajął drugie miejsce z 13 363 głosami (26.3%).

### Kariera parlamentarna i rządowa
W 2002 jako pierwsza kobieta została przewodniczącą Partii Konserwatywnej (należy jednak pamiętać, że w Wielkiej Brytanii przewodniczący partii nie kierują nią, gdyż tym zajmuje się lider; rola przewodniczącego bardziej przypomina sekretarza generalnego partii w Polsce). W 2003 została członkiem Tajnej Rady. W tym samym roku weszła do gabinetu cieni, kierowanego przez Michaela Howarda, gdzie powierzono jej kwestie transportu i środowiska. W 2004 została przeniesiona na stanowisko ministra ds. rodziny w gabinecie cieni, a po wyborach z 2005 roku do jej zakresu obowiązków dodano jeszcze kwestie: kultury, mediów i sportu. Gdy na czele partii pod koniec roku 2005 stanął David Cameron, mianował ją „cieniem” przewodniczącego Izby Gmin. W 2009 objęła w gabinecie cieni pieczę nad sprawami emerytur i pracy.
Po wyborach z maja 2010 roku i powstaniu gabinetu Davida Camerona objęła w nim funkcje szefa resortu spraw wewnętrznych oraz ministra ds. kobiet i równości. Tym samym – według tradycyjnej hierarchii brytyjskich ministerstw – stała się najwyżej postawioną kobietą w nowym rządzie. Podczas rekonstrukcji gabinetu w 2012 straciła stanowisko ministra kobiet i równości, ale pozostała szefową resortu spraw wewnętrznych. Po wyborach w 2015 roku, w których konserwatyści zdobyli samodzielną większość w Izbie Gmin, pozostała na dotychczasowym stanowisku.
Po referendum w sprawie wystąpienia Wielkiej Brytanii z Unii Europejskiej i rezygnacji Davida Camerona, wystartowała w wyborach na lidera Partii Konserwatywnej. 11 lipca 2016, po wyeliminowaniu i wycofaniu się pozostałych kandydatów, została ogłoszona liderem Partii Konserwatywnej.

### Premier Zjednoczonego Królestwa Wielkiej Brytanii i Irlandii Północnej (2016–2019)

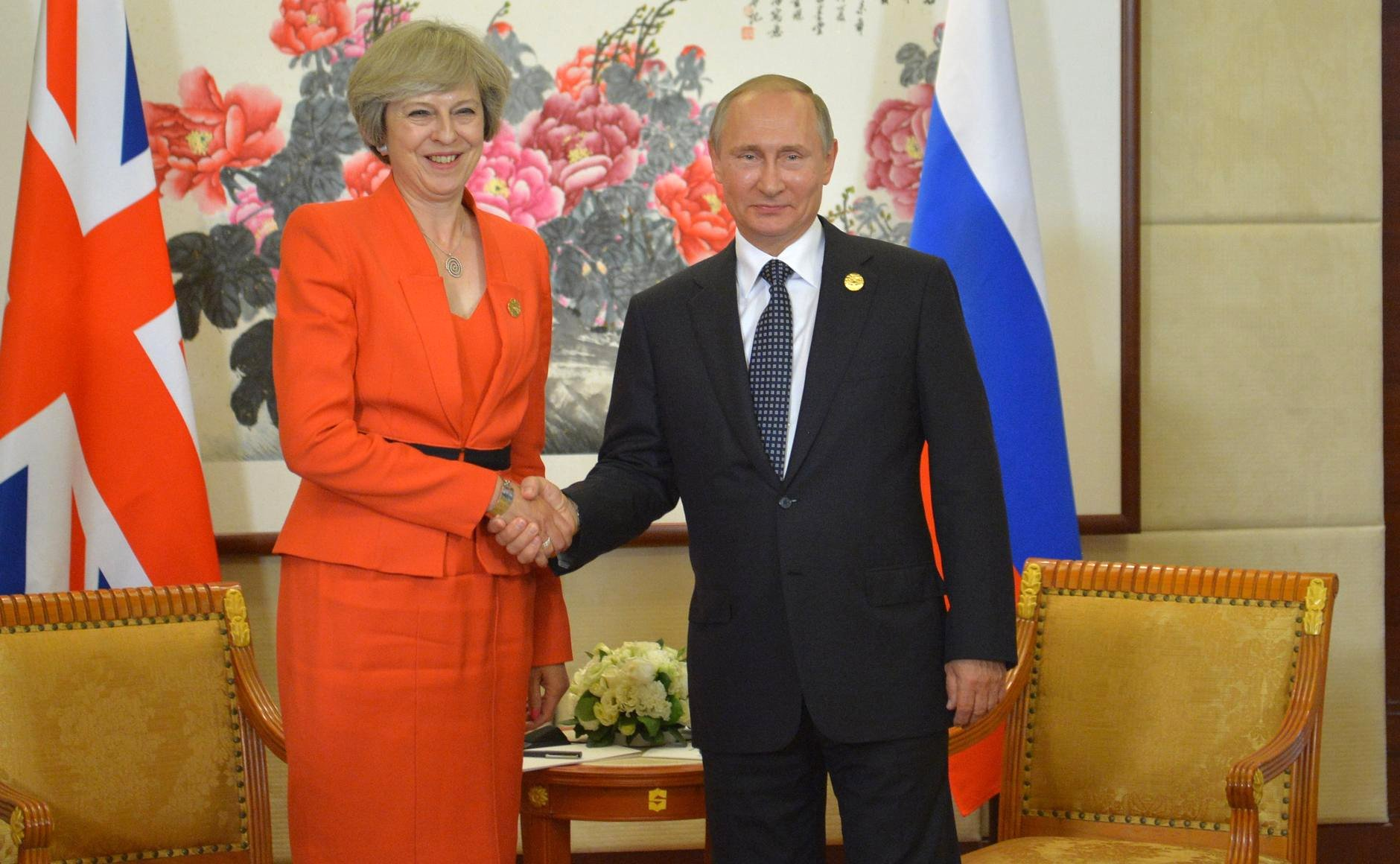
Premier Wielkiej Brytanii Theresa May z prezydentem Rosji Władimirem Putinem podczas szczytu G20 w Hangzhou (wrzesień 2016)

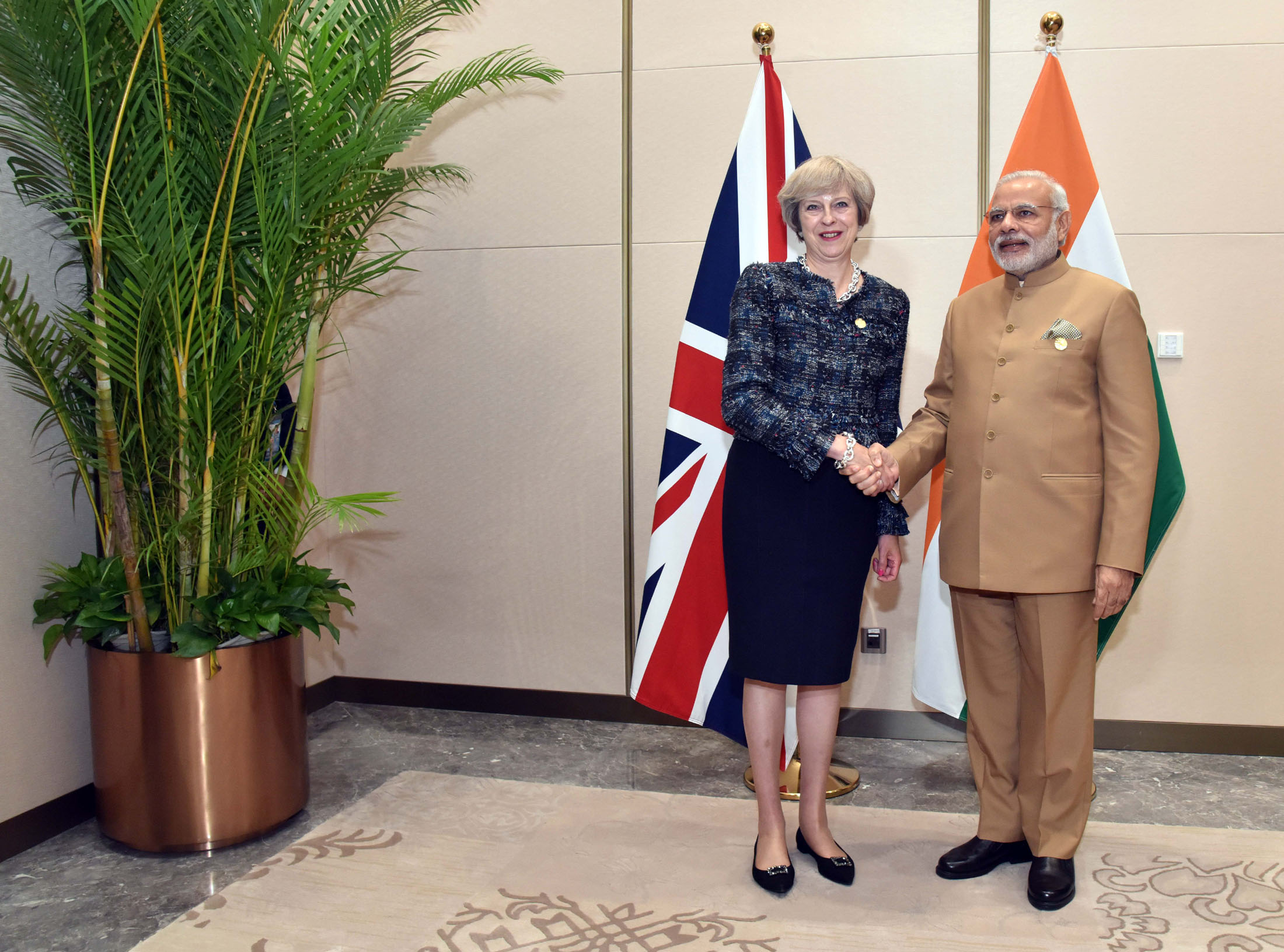
Premier Wielkiej Brytanii Theresa May z premierem Indii Narendrą Modim podczas szczytu G20 w Hangzhou (wrzesień 2016)

13 lipca 2016, po złożeniu dymisji przez Davida Camerona i otrzymaniu misji tworzenia nowego rządu od królowej Elżbiety II, stała się drugą kobietą premierem po Margaret Thatcher, która pełniła urząd w latach 1979–1990.
20 lipca 2016 May odbyła pierwszą podróż zagraniczną jako premier Wielkiej Brytanii, odwiedzając Berlin, gdzie spotkała się z kanclerz Niemiec Angelą Merkel.

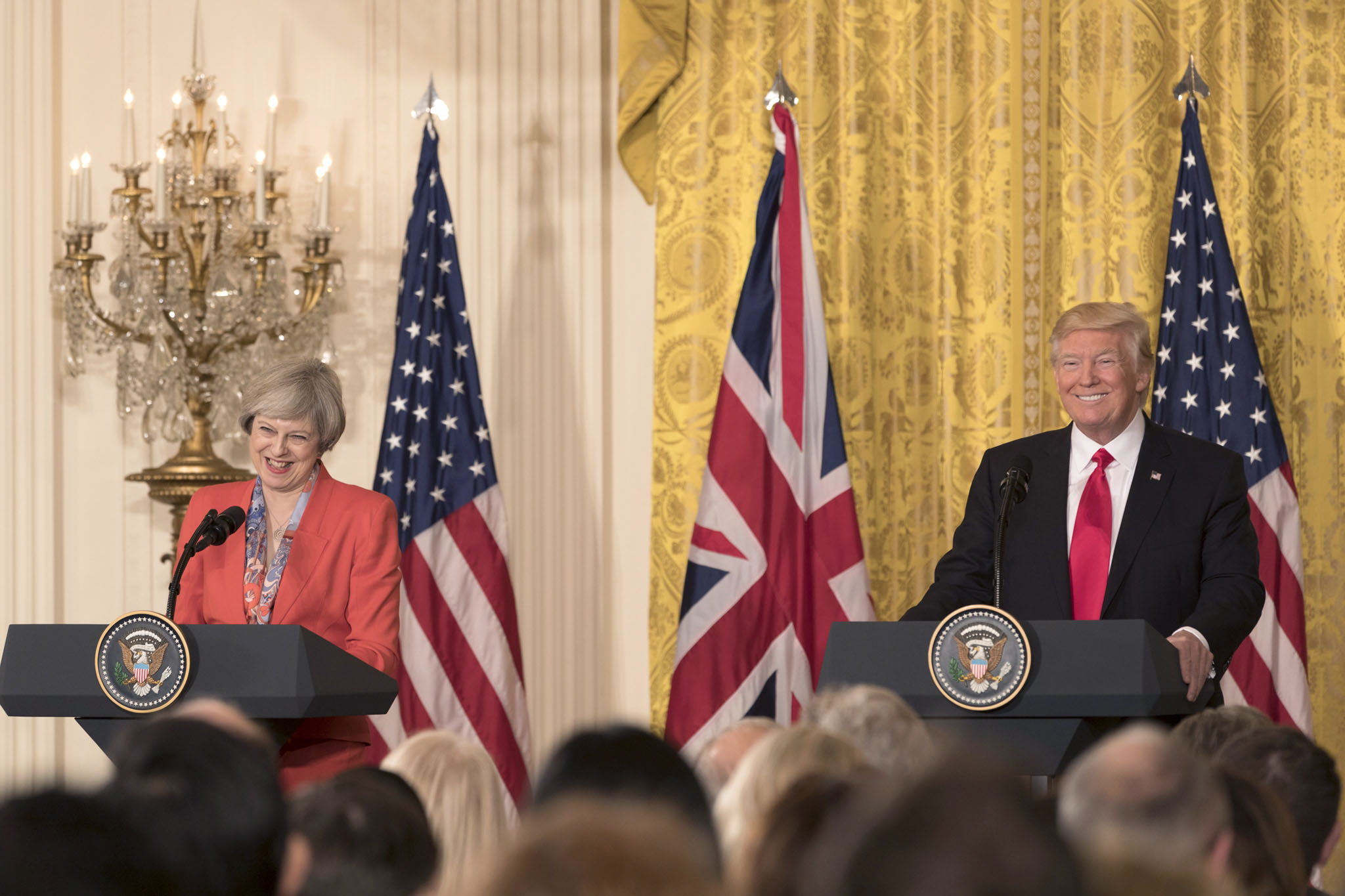
Premier Wielkiej Brytanii Theresa May z prezydentem Stanów Zjednoczonych Donaldem Trumpem w Białym Domu w Waszyngtonie (styczeń 2017)

21 stycznia 2017 po zaprzysiężeniu Donalda Trumpa na prezydenta Stanów Zjednoczonych, Biały Dom ogłosił, że Theresa May spotka się z Trumpem 27 stycznia. Była pierwszym zagranicznym przywódcą, który spotkał się z nowo wybranym prezydentem po objęciu przez niego urzędu (20 stycznia 2017). Wspólna konferencja prasowa wskazywała zainteresowanie wzrostem wymiany handlowej między Stanami Zjednoczonymi a Wielką Brytanią. Potwierdziła również chęć utrzymania amerykańskiego zaangażowania w NATO.
18 kwietnia 2017 Theresa May ogłosiła, że 8 czerwca odbędą się przedterminowe wybory parlamentarne. Głównym argumentem było uzyskanie przez rząd silniejszego mandatu w negocjacjach z UE w sprawie Brexitu. Decyzję w sprawie skrócenia 56. kadencji parlamentu podjęła Izba Gmin następnego dnia. Za wnioskiem w tej sprawie opowiedziało się 522 parlamentarzystów, przeciw zagłosowało 13. W następstwie tej decyzji została wydana Proklamacja Królewska zatwierdzająca datę wyborów.
8 czerwca 2017 Partia Konserwatywna wygrała wybory parlamentarne w Wielkiej Brytanii z wynikiem 13 667 213 głosów (42,4%), co dało jej 318 mandatów poselskich (o 13 mniej, niż miała to do tej pory). Utraciła tym samym większość w Izbie Gmin. W związku z tym rozpoczęła rozmowy o poparciu dla swego rządu przez Demokratyczną Partię Unionistyczną, która w wyborach zdobyła 10 mandatów.
Z powodu odmowy ujawnienia analizy prawnej dotyczącej wynegocjowanej umowy o warunkach wystąpienia z Unii Europejskiej 4 grudnia 2018 kierowany przez nią rząd, jako pierwszy w historii Wielkiej Brytanii, stosunkiem głosów 311 do 293 został uznany przez Izbę Gmin winnym obrazy parlamentu (contempt of parliament).
15 stycznia 2019 Izba Gmin odrzuciła umowę. Za jej przyjęciem zagłosowało 202 posłów, przeciw 432, co było największą porażką rządu w głosowaniu w parlamencie we współczesnej historii Wielkiej Brytanii. Następnego dnia Izba Gmin odrzuciła wniosek o wotum nieufności wobec jej rządu zgłoszony przez Partię Pracy stosunkiem głosów 325 do 306.
12 marca Izba Gmin po raz drugi odrzuciła wynegocjowaną umowę (za jej przyjęciem głosowało 242, a przeciw 391 posłów).
29 marca 2019 Izba Gmin po raz trzeci odrzuciła wynegocjowaną umowę (z uwagi na sprzeciw spikera Johna Bercowa odnośnie do wielokrotnego głosowania tych samych projektów ustaw została ona poddana pod głosowanie bez tzw. deklaracji politycznej). Za przyjęciem umowy zagłosowało 286 posłów, a przeciw 344. Stało się tak pomimo złożenia przez nią deklaracji o ustąpieniu ze stanowiska premiera jeżeli posłowie przegłosują umowę.
7 czerwca 2019 zrezygnowała z funkcji lidera Partii Konserwatywnej, a po wyborze następcy zapowiedziała rezygnację ze stanowiska premiera, które następnie obejmie nowy lider partii.
23 lipca 2019 została zastąpiona na stanowisku lidera przewodniczącego Partii Konserwatywnej przez Borisa Johnsona, który następnego dnia objął stanowisko premiera.

### Po rezygnacji z urzędu premiera
Theresa May kandydowała w wyborach parlamentarnych w Wielkiej Brytanii w 2019 roku z okręgu wyborczego Maidenhead, który reprezentuje od jego utworzenia w 1993. Otrzymała 32 620 głosów (57.7%), co pozwoliło jej utrzymać swoje miejsce w Izbie Gmin Zjednoczonego Królestwa.
Zrezygnowała ze startu w wyborach parlamentarnych w 2024. W sierpniu tegoż roku została mianowana baronessą Maidenhead i zasiadła jako par dożywotni w Izbie Lordów.

## Odznaczenia
- Łańcuch Orderu Króla Abdulaziza Al Sauda (Arabia Saudyjska, 2017)[29]
- Krzyż Wielki Orderu Świętej Agaty (San Marino, 2020)[30]

## Życie prywatne
Jest jedynym dzieckiem Zaidee Mary z domu Barnes (1928–1982) i Huberta Brasiera (1917–1981). Jej ojciec był duchownym kościoła anglikańskiego (anglo-katolikiem), który był kapelanem szpitala w Eastbourne. Później stał się wikariuszem Enstone z Heythropem i wreszcie St Mary’s w Wheatley, na wschód od Oxfordu. Jej matka popierała Partię Konserwatywną.
6 września 1980 wyszła za mąż za Philipa Maya, bankowca zatrudnionego w Capital International. Nie mają dzieci.
Jest członkiem Kościoła Anglii i regularnie uczęszcza do kościoła w niedzielę.
W listopadzie 2012 zdiagnozowano u niej cukrzycę typu 1.
Została sportretowana w serialu komediowym The Windsors, w rolę May wcieliła się Gillian Bevan.